# Quế Long
Quế Long là một xã thuộc huyện Quế Sơn, tỉnh Quảng Nam, Việt Nam.

## Địa lý
Xã Quế Long cách huyện lỵ Quế Sơn khoảng 3 km về phía đông, cách thành phố xã Tam Kỳ khoảng 50 km về phía đông nam và cách Quốc lộ 1 khoảng 23 km, có vị trí địa lý:
- Phía đông giáp thị trấn Đông Phú
- Phía tây giáp huyện Nông Sơn
- Phía bắc xã Quế Hiệp
- Phía nam giáp xã Quế Phong và xã Quế An.

Xã Quế Long có diện tích 19,26 km², dân số năm 2019 là 4.338 người, mật độ dân số đạt 221 người/km².

### Khí hậu
Quế Long nằm trong vùng nhiệt đới gió mùa, hằng năm có 2 mùa mưa nắng rõ rệt. Mùa mưa kéo dài từ tháng 10 năm trước đến tháng 2 năm sau. Mùa nắng kéo dài từ tháng 3 đến tháng 9 hàng năm. Mưa lũ thường xãy ra vào khoảng tháng 10, 11 nắng nống thường xảy ra vào khoảng tháng 7,8 hàng năm. Tuy nhiên do lượng mưa phân bố không đều nên thường gây nên hiện tượng bào mòn, rửa trôi mặt đất khu vực gò đồi, ngập úng khu vực ẩm thấp, còn mùa nắng thì kéo dài dẫn đến khô kiệt nguồn nước làm ảnh hưởng rất lớn đến sự phát triển của các loại cây trồng. nhiệt độ trung bình hàng năm dao động từ 16-36 °C. năm rét lạnh nhất nhiệt độ có thể xuống tới 15 °C và năm nắng nóng nhất nhiệt độ có thể lên đến 38 °C.

## Hành chính
Xã Quế Long được chia thành 4 thôn: Xuân Quê, Lộc Thượng, Trung Thượng, Lãnh An.

## Lịch sử
Từ xa xưa, các họ tộc người Việt đã đến đây để định cư, sinh sống và xây dựng nên một vùng dân cư đậm chất người Việt ở Trung Trung Bộ. Trong thời chiến tranh chống Mỹ, Quế Long với địa hình dựa lưng vào núi nên là vùng giải phóng, thường xuyên hứng chịu bom mìn và những cuộc giao tranh, đụng độ giữa các bên.
Theo sách Đại Nam thống nhất chí thì xứ Quảng Nam "đời Tần (240-207 trước Dương lịch) thuộc về Tượng Quận, đời Hán (206 trước Dương lịch đến năm 219 Dương lịch thuộc Quận Nhật Nam". Và theo Hán thư thì Nhật Nam thuộc nhà Hán có Châu Ngô (tức Thừa Thiên – Huế và huyện Lư Dung (tức Quảng Nam).
Năm 1306, vua Chămpa (Chiêm Thành) là Chế Mân dâng 2 châu Ô, Lý (tức Thuận Châu và Hóa Châu) làm sính lễ cưới Huyền Trân công chúa.
Từ năm 1402 đến năm 1406, đây là vùng đất cự nam của vương triều Hồ Hán Thương của quốc gia Đại Việt và vương quốc Chămpa.
Đến năm 1471, dưới triều vua Lê Thánh Tông đã đánh chiếm và lập nên đạo Thừa Tuyên Quảng Nam. Từ đó trở về sau, Quế Long thuộc quyền cai quản của các quan đầu tỉnh Quảng Nam dưới các vương triều phong kiến Việt Nam.
Trước năm 1836, dưới triều Nguyễn, Quế Long gồm các làng Lãnh An, Xuân Quê, Gia Lộc Thượng, Thanh Sơn (vốn là một ấp thuộc làng Gia Lộc Đại), một phần của làng Gia Lộc Trung (phàn còn lại nay thuộc xã Quế Phong) và một phần phía tây của làng Lãnh Thượng (phần còn lại nay thuộc thị trấn Đông Phú) thuộc tổng Thuận An, phủ Thăng Hoa (tức Thăng Bình), tỉnh Quảng Nam. Năm 1836 (Minh Mạng thứ 17), huyện Quế Sơn được thành lập trên cơ sở tách hai tổng Quảng Đại Thượng sau đổi tên là Trung Lộc (nay thuộc huyện Nông Sơn), Xuân Phú của huyện Duy Xuyên và tách 2 tổng Thuận An, An Mỹ của phủ Thăng Bình thì Quế Long thuộc tổng Thuận An huyện Quế Sơn, phủ Thăng Hoa tỉnh Quảng Nam.
Từ năm 1932 đến trước Cách Mạng tháng Tám (dưới triều vua Bảo Đại), các làng Gia Lộc Trung, Gia Lộc Thượng được đổi tên là làng Lộc Trung, Lộc Thượng và ấp Thanh Sơn của làng Lộc Đại (Quế Hiệp) thuộc tổng Thuận An, huyện Quế Sơn, tỉnh Quảng Nam.
Sau Cách mạng tháng Tám năm 1945 đến tháng 2 năm 1946, ta xây dựng chính quyền cấp xã theo đơn vị làng (mỗi làng là một xã) thuộc tổng Thuận An. Tới đây, ấp Thanh Sơn được đổi tên là Lộc Sơn và được tách khỏi làng Lộc Đại (Quế Hiệp) để trở thành một đơn vị hành chính cấp xã trực thuộc tổng Thuận An.
Từ tháng 2 năm 1946 đến đầu năm 1949, thực hiện chủ trương của Ủy ban hành chính Nam Trung bộ về giải thể cấp tổng, sáp nhập nhiều đơn vị làng thành xã lớn lần thứ nhất thì các làng Xuân Quê, Lãnh An, Lãnh Thượng, Lộc Thượng, Lộc Sơn, Thạch Thượng được sáp nhập lại thành xã Ngũ Hòa. Còn các làng Lộc Trung, Gia Cát, An Long, Thuận Long, Châu Sơn thuộc xã Long Châu.
Từ năm 1949 đến năm 1954, thực hiện chủ trương sáp nhập xã lần thứ hai trong kháng chiến chống Pháp, các xã Ngũ Hòa, Long Châu, Tây Sơn được sáp nhập lại để thành lập xã Quế Phong.
Sau ngày kí kết Hiệp định Giơ- ne- vơ, từ 1954 đến năm 1956, chính quyền Quốc gia Việt Nam thành lập chính quyền cấp xã theo đơn vị làng cũ. Quế Long hiện nay có các làng Lãnh An, Xuân Quê, Lộc Thượng, Xuân Quê, Lộc Sơn, mỗi làng là một xã thuộc khu hành chánh vùng trung quện Quế Sơn (lấy tên là khu hành chánh Sơn An), có trụ sở đóng tại cây bùi (Lộc Thượng). Năm 1955, chính quyền Việt Nam cộng hòa sáp nhập các làng Lộc Thượng, Lộc Sơn thành xã Sơn thanh.
Từ tháng 6 năm 1956 đến ngày miền Nam hoàn toàn giải phóng (30/4/1975), chính quyền Việt Nam cộng hòa giải thể cấp khu hành chánh, sáp nhập xã (theo đơn vị làng) gọi là liên xã thì xã Sơn Thanh được đổi tên là xã Sơn Khánh và các làng Xuân Quê, Lãnh An, Lãnh Thượng được sấp nhập lại thành xã Sơn Khánh.
Từ đầu năm 1965 (khi ta giải phóng 2 xã Sơn Khánh, Sơn Lãnh) đến ngày huyện Quế Sơn được hoàn toàn giải phóng (26/3/1975) thì ta vẫn sử dụng tên gọi Sơn Khánh và Sơn Lãnh để thành lập chính quyền cách mạng các xã.
Từ sau ngày huyện Quế Sơn hoàn toàn giải phóng 26 tháng 3 năm 1975) thì tên gọi xã Sơn Khánh và Sơn Lãnh vẫn tiếp tục tồn tại đến tháng 5 năm 1975. Từ tháng 5 năm 1975 đến tháng 10 năm 1975, xã Sơn Khánh nhập với xã Sơn Thạch thành xã Quế Phong, xã Sơn Lãnh nhập với xã Sơn Thành thành xã Quế Hòa. Đến tháng 11 năm 1975, xã Quế Hòa được giải thể, xã Sơn Lãnh được sáp nhập về xã Quế Phong còn xã Sơn Thành được sáp nhập về xã Quế Châu.
Đến ngày 23 tháng 9 năm 1981, theo quyết định số 79/HĐBT của chủ tịch hội đồng bộ trưởng (nay là Thủ tướng chính phủ) xã Quế Phong được chia thành hai xã Quế Phong và Quế Long.
Ngày 11 tháng 1 năm 1986, theo Quyết định số 05/HĐBT của chủ tịch hội đồng bộ trưởng (nay là thủ tướng chính phủ) về việc thành lập thị trấn huyện lỵ Quế Sơn thì 3/4 diện tích phía đông làng Lãnh Thượng cùng với các thôn Tam Hòa, Mỹ Đông, Thuận An, Cang Tây của xã Sơn Thành dưới chế độ cũ thuộc thị trấn Đông Phú.

## Kinh tế
Quế Long là một vùng đất nông nghiệp trồng lúa, hoa màu và giàu tiềm năng lâm nghiệp. Xã dựa lưng vào hai dãy núi Bằng Thùng và Hòn Tàu, có đập thủy lợi Hồ Giang nên rất thuận lợi trong sản xuất nông nghiệp.

## Văn hóa - du lịch
Quế Long là vùng đất giàu truyền thống văn hoá. Tại đây còn lưu giữ được nghệ thuật hát bội trong cộng đồng với các suất diễn thường kỳ mỗi năm.
Người dân Quế Long có tinh thần hiếu học rất cao. Con em xã Quế Long được khuyến khích học tập để lập nghiệp và đóng góp cho cộng đồng ở nhiều vị trí khác nhau trên cả nước.

### Đặc sản
- Gà tre đèo le: món gà nướng với ly rượu bên dòng suối nước mát tạo ra một cảm giác khó tả
- Phở sắn: đây là món ăn dân gian đã có từ xa xưa ở Quế Long.

### Du lịch
Xã Quế Long có lợi thế về du lịch với thắng cảnh Suối Mát - Đèo Le nổi tiếng. Con đèo này được xây dựng từ thời Pháp thuộc để kết nối mỏ than Nông Sơn với các cảng biển ở phía đông như: Đà Nẵng, Chu Lai. Hai bên con đèo là núi non trùng điệp, bên dưới là thung lũng trù phú. Suối Mát nằm ở lưng chừng đèo, dòng nước mát lạnh với thời tiết mát mẻ, là điểm dừng chân lý thú cho các du khách lữ hành.
Quế Long là một vùng đất xinh đẹp, trù phú, đồng ruộng phì nhiêu, núi non trung điệp tạo nên một khung cảnh nên thơ, tuyệt đẹp.